# Jerzy Jasiński (malarz)
Jerzy Jasiński – polski artysta malarz.

## Życiorys
Ukończył Państwowe Liceum Sztuk Plastycznych w Nałęczowie. W latach 1983 – 1988 studiował na Wydziale Malarstwa w Akademii Sztuk Pięknych w Warszawie. Dyplom otrzymał w roku 1988 w pracowni prof. Rajmunda Ziemskiego, wraz z aneksem z malarstwa ściennego pod kierunkiem Edwarda Tarkowskiego. Jego prace znajdują się w zbiorach prywatnych w kraju i zagranicą. Zajmuje się malarstwem sztalugowym, rysunkiem i technikami ściennymi. Wykonał cykle prac: „W ogrodzie”, „Wypędzeni z raju”, „Próba podziału”. „Obrazy XXI wieku”, „Poszukiwanie muzyki” oraz cykl obrazów dedykowanych Papieżowi Janowi Pawłowi II. Uczestniczył w kilkudziesięciu wystawach indywidualnych i zbiorowych. Należy do Okręgu Warszawskiego Związku Polskich Artystów Plastyków. Artysta mieszka w Mławie.
Jego reprodukcja obrazu Petera Paula Rubensa Zwiastowanie Najświętszej Maryi Pannie przez Anioła Gabriela wisi w Parafii Rzymskokatolickiej pw. św. Wojciecha w Stupsku.

## Cechy charakterystyczne malarstwa artysty
- egzystencjalizm, ekspresjonizm, melancholia, zaduma nad światem i sensem istnienia;
- deformacja, bogata faktura, rytmika, kontrasty barwne, abstrakcyjne formy;
- poetyckie wizje, które są wyrazem własnych uczuć i przeżyć[1].

## Recenzje krytyków
Jerzy Jasiński przy wszelkich okazjach mówi o muzyce. Można podejrzewać, że przed każdym podejściem do płótna nastraja swój pędzel, a paleta, jaką się posługuje, wyrobiona jest z najlepszego drewna rezonansowego. Najpewniej jaworowego, bo w nim jest ta lekka i równomierna falistość słojów, powodująca harmonijne wibracje powietrza wokół modelowanych postaci czy płaszczyzn, rozedrganie i świetlistość plam barwnych…
Szare plamki wybuchają koloraturową pieśnią. Jak kościelne sygnaturki świergocące skowronkowym głosem. Czy chorały gregoriańskie. Bo nie dziadowską pieśnią mu one odpowiadają , lecz tak właśnie. Najpiękniejszą muzyką. Wiolonczele, »anielskie« flety, viole d’ amore, ale także fagoty, oboje, czy »demoniczne« skrzypce. Vivaldi. Pory roku. I pory człowieka. Te same rytmy. Bujnego wzrostu, rozkwitu, dojrzewania – i nagłego zamierania. »Czy twoje myśli są różowe, zielone, a może niebieskie? Myślisz o miłości czy o śmierci?«.
Ktoś powiedział o nim, że jest niesłychanie »rozmalowany«. Nie ma to jednak nic wspólnego z rozwichrzeniem malarskiej wyobraźni, czy z bezładną bieganiną po różnych, najczęściej przypadkowych rejestrach. Albowiem te, które artysta prezentuje nam są zawsze wysokie, a głosy, jakimi się posługuje, bez względu na ich barwę, nie wyłamują się nigdy z o d w i e c z n e g o c h ó r u.
Ta przedziwna głębia, zawirowania barw i kształtów, linie odsłaniające kolejne wymiary. I kolejne przesłania, z których jedno chyba udaje się odczytać: »Człowieku, nawet gdybyś był panem całej ziemi, to i tak masz jej tylko tyle, ile pod stopami, dopóki idziesz… «

## Wystawy indywidualne[2]
- 1988 luty – Galeria „Artystyczne Prezentacje” – Warszawa KMPiK Mokotów
- 1988 marzec – Galeria SDK w Pruszkowie
- 1990 czerwiec – Biuro Wystaw Artystycznych w Ciechanowie
- 1996 styczeń – Biuro Wystaw Artystycznych w Ciechanowie
- 1996 kwiecień/maj – Muzeum Małego Miasta w Bieżuniu
- 1997 luty/marzec – Galeria Sztuki Współczesnej Muzeum Okręgowego w Łomży
- 1997 grudzień – Muzeum Ziemi Zawkrzeńskiej w Mławie
- 1998 lipiec/sierpień – Galeria Rzeźby w Warszawie
- 2004 listopad/grudzień – Mała Galeria Centrum Kultury w Żurominie
- 2006 wrzesień/październik – Brodnicki Dom Kultury
- 2006 listopad/grudzień – Miejski Dom Kultury w Mławie
- 2006 grudzień / 2007 styczeń – Miejskie Centrum Kultury w Płońsku – Galeria „P”
- 2017 styczeń – Dom Artysty Plastyka w Warszawie – Galeria 022[5]
- 2017 lipiec – Centrum Kultury w Ostródzie – Galeria Sztuki ZAMEK[6]

## Wystawy zbiorowe[2]
- 1996 grudzień – Biuro Wystaw Artystycznych w Ciechanowie – Galeria „C”, „Salon Zimowy 96”
- 1997 wrzesień/październik – Miejsko – Gminny Ośrodek Kultury w Bieżuniu. Wystawa poplenerowa
- 1998 październik/listopad – Miejsko – Gminny Ośrodek Kultury w Bieżuniu, Muzeum Małego Miasta w Bieżuniu – wystawa poplenerowa.
- 1998 grudzień – Biuro Wystaw Artystycznych w Ciechanowie – Galeria „C”. Wystawa poplenerowa „Łąck 98”.
- 2005 kwiecień/maj – Dom Artysty Plastyka w Warszawie. Konfrontacje – „Od realizmu do abstrakcji”.
- 2005 październik/listopad – Muzeum Historyczne w Przasnyszu. Wystawa prac autorów ZTZZ.
- 2005 listopad / 2006 luty – Warsaw Trade Tower. Konfrontacje – „Od realizmu do abstrakcji”.
- 2006 kwiecień/maj – Instytut Wzornictwa Przemysłowego w Warszawie. „Artyści Polscy Papieżowi Janowi Pawłowi II”.
- 2006 kwiecień/maj – Brodnicki Dom Kultury. Przegląd prac autorów Związku Twórców Ziemi Zawkrzeńskiej
- 2006 maj/czerwiec – Dom Artysty Plastyka w Warszawie. Warszawski Festiwal Sztuk Pięknych – KOMUNIKACJA. IDENTYFIKACJA.DOSTĘP. Wystawa pokonkursowa.
- 2006 sierpień – Dom Artysty Plastyka w Warszawie. Wystawa członków Okręgu Warszawskiego ZPAP – „ARTYŚCI WARSZAWY – MIASTU”
- 2006 listopad/grudzień – „Galeria przy Jana Pawła II”, Warszawa, gmach Atrium Center Al. Jana Pawła II 27 – Dni Sztuki WOLA – ART. 2006
- 2006 grudzień / 2007 styczeń – Królikarnia – Oddział Muzeum Narodowego w Warszawie. „Ojciec Święty Jan Paweł II w Warszawie” – wystawa pokonkursowa